# Léopard d'Indochine
Panthera pardus delacouri
Sous-espèce
Statut de conservation UICN

 CR : 
En danger critique
Statut CITES
Le Léopard d'Indochine appelé communément la panthère d'Indochine (Panthera pardus delacouri) est une sous-espèce de léopards. Cette sous-espèce particulière vit dans les forêts tropicales depuis le sud de la Chine jusqu'en Malaisie. La panthère d'Indochine est de taille plutôt petite pour un Léopard. La robe est généralement fauve clair tachetée de petite rosettes, mais on observe une prédominance de la forme mélanique, la « panthère noire » au sud de l'isthme de Kra.
La panthère d'Indochine se nourrit principalement d'ongulés de taille moyenne à petite. En Thaïlande, son régime alimentaire se compose essentiellement du Blaireau à gorge blanche (Arctonyx collaris) et du Cerf aboyeur (Muntiacus muntjak).
Les menaces pesant sur cette sous-espèce sont la réduction de son habitat due à la déforestation, la disparition de ses proies en raison de la pression de chasse des humains et le trafic d'animaux, pour fournir les ingrédients de la pharmacopée traditionnelle asiatique, en remplacement du tigre. La panthère d'Indochine est cependant suffisamment abondante pour que l'Union internationale pour la conservation de la nature (UICN) la classe comme quasi-menacée (NT). En 2022, la population de la panthère d'Indochine est estimée entre 950 et 2500 individus.

## Description

### Biométrie et pelage
Le Léopard d'Indochine ne présente pas de caractères morphologiques évidents pour le différencier des autres sous-espèces de Léopard. Selon Pocock, le Léopard d'Indochine a la même couleur de fond que le Léopard de Chine (Panthera pardus japonensis), mais ses rosettes sont plus foncées, plus rapprochées et ont un cœur plus sombre. La fourrure serait aussi courte et brillante que le Léopard d'Inde.
Au droit de l'isthme de Kra, les populations de Léopard d'Indochine sont scindées en deux formes morphologiques distinctes : au sud de l'isthme, les Léopards sont essentiellement des Panthères noires, c'est-à-dire des formes de Léopards mélaniques tandis qu'au nord les Léopards sont tachetés comme le prouvent des études réalisées sur 22 sites de piégeages photographiques en 1996 et 2009 dans la péninsule Malaise et le sud de la Thaïlande. La robe noire est un avantage sélectif dans les denses forêts tropicales.
|          | Longueur de tête et du corps (mm) | Longueur de la queue (mm) | Poids (kg)                     |
| -------- | --------------------------------- | ------------------------- | ------------------------------ |
| Mâles    | 1 190 à 1 320 mm                  | 770 à 790 mm              | 40 à 70 kg, 56,7 kg en moyenne |
| Femelles | 1 060 et 1 090 mm                 | 740 et 750 mm             | 21 et 25 kg                    |

### Alimentation
En Asie, le léopard chasse majoritairement des cerfs et des antilopes. En Thaïlande, le Blaireau à gorge blanche (Arctonyx collaris) représente 45,9 % de son régime alimentaire suivi du Cerf aboyeur (Muntiacus muntjak) (20,9 %)  et du Sanglier (Sus scrofa) (6,3 %).
Le régime alimentaire du Léopard d'Indochine s'adapte à la présence du tigre. Par exemple, dans le parc de Huai Kha Khaeng, le Léopard et le tigre se nourrissent essentiellement de Cerfs aboyeurs, mais pour éviter la compétition interspécifique, le Léopard d'Indochine chasse également un nombre plus important de petits mammifères et de primates. Dans les zones où le tigre n'est pas présent, le Léopard ne modifie pas son régime alimentaire, ce qui suggèrent que seul ce grand prédateur modifie notoirement le comportement du Léopard d'Indochine.

### Territorialité
Le Léopard est l'un des félins avec l'aire de répartition la plus répandue. Pourtant, il existe très peu d'études scientifiques sur les déplacements et les activités du Léopard. Ainsi, seules deux études ont été réalisées pour le Léopard d'Indochine dans deux aires protégées de Thaïlande :
- En 1996, trois Léopards d'Indochine ont été suivis avec des colliers émetteurs dans le centre-est du parc national de Kaeng Krachan, une zone de forêt sempervirente vallonnée. Les territoires des deux mâles étudiés avaient une superficie de 14,6 à 18,0 km2 et pour la femelle 8,8 km2. Les territoires offraient de nombreuses opportunités pour la chasse (rivière, vallée et forêt) et étaient riches en proie. Le territoire des mâles s'agrandissait légèrement durant la saison humide (juin à octobre)[8].
- Entre 1994 et 1999, dix léopards ont été suivis avec des colliers-émetteurs dans la partie nord-ouest du sanctuaire sauvage de Huai Kha Khaeng. La superficie moyenne pour le territoire des mâles est de 35,2 à 64,6 km2 et celui des femelles atteint 17,8 à 34,2 km2 : ce dernier figure parmi les territoires les plus vastes pour cette espèce[Note 1]. Le territoire des femelles s'agrandit durant la saison sèche. Tous les léopards préfèrent les forêts sempervirentes et de feuillus, avec un accès facile à un point d'eau[9].

Les résultats de ces deux études montrent également que les déplacements se déroulaient autant la nuit que le jour, et que les Léopards d'Indochine étaient actifs 49 à 67 % du temps, ce qui est élevé pour cette espèce. Cette activité intense de jour comme de nuit est peut-être reliée à la faible présence du tigre dans ces parcs nationaux, mais peut également être le résultat d'un manque de proies, demandant une activité de recherche et de chasse plus intensive.

## Évolution de l'espèce et sous-espèces
La lignée des panthères, les Pantherinae, a divergé il y a 10,8 millions d'années de l'ancêtre commun des Felidae, puis il y a 6,4 millions d'années, la lignée des panthères nébuleuses Neofelis et celle des Panthera. L’extrême variabilité du pelage du Léopard a historiquement conduit à la création d'un nombre important de sous-espèces basé sur la forme ou la couleur des taches. Vingt-sept sous-espèces de léopards (Panthera pardus) étaient communément reconnues avant que la biologiste sri lankaise Sriyanie Miththapala et ses collaborateurs ne révisent la classification des léopards par l'étude directe de l'ADN en 1995.
Le Léopard d'Indochine fait partie des neuf sous-espèces de léopards selon l'Union internationale pour la conservation de la nature. La description de la sous-espèce est réalisée par Pocock à partir d'un spécimen rapportée par l'expédition de Jean Théodore Delacour et Lowe en 1930.

## Chorologie

### Aire de répartition
Le Léopard d'Indochine est un habitant du Myanmar, de la Thaïlande, de la Malaisie, du Laos, du Cambodge, du Vietnam et du sud de la Chine.
Au Myanmar, dans le sanctuaire de vie sauvage de Chatthin, les populations de léopards ont tant décliné entre les années 1940 et 1980 qu'elles sont considérés comme espèce extirpée du parc depuis les années 2000.
Entre avril 2003 et juin 2004, 25 Léopards sont passés devant des pièges photographiques dispersés sur une surface de 500 km2 dans le parc national de Nam Et-Phou Louey au Laos Les Léopards sont également présents dans le parc national de Nam Kan.
Au sanctuaire de vie sauvage de Hala-Bala sur la frontière entre la Malaisie et la Thaïlande, seuls deux Léopards sont passés devant des pièges photographiques entre octobre 2004 et octobre 2007.
En avril 2010, un léopard tacheté passe devant un piège photographique dans le parc national de Taman Negara Endau-Rompin en Malaisie, alors qu'auparavant seuls des Léopards noirs ont pu être observés.

### Menaces

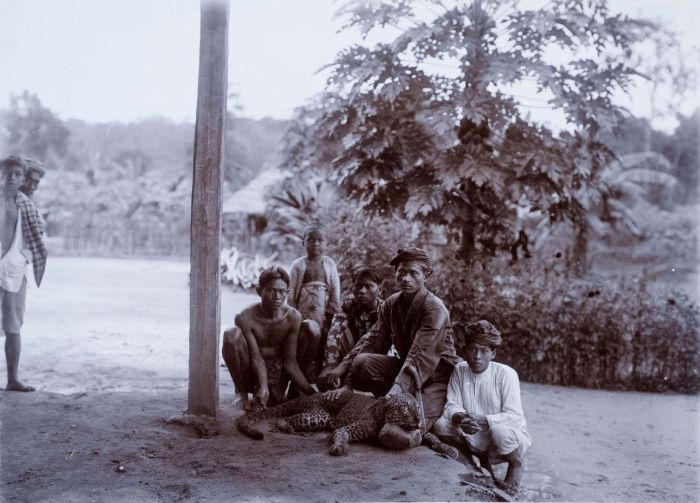
La chasse sportive a fait partie des menaces pesant sur l'espèce, à présent remplacée par le braconnage. Ici, un Léopard tué en Thaïlande au début du XXe siècle.

Les Léopards d'Indochine sont d'abord menacés par la disparition de leur habitat, à la suite de la déforestation massive en Asie du Sud-Est et à la disparition de ses proies en raison du braconnage,. La seconde menace pesant sur l’espèce est le trafic d'animaux, qui présente le meilleur potentiel de destruction en un minimum de temps.

#### Destruction de l'habitat
Les déplacements humains à l'intérieur des aires protégés affectent négativement les déplacements et les activités du Léopard d'Indochine : le Léopard d'Indochine a un comportement moins diurne dans les zones fortement fréquentées par les humains. Dans les villages situés dans les aires protégées du Laos, la consommation des daims et des cochons sauvages du parc par les habitants est estimée à 28,2 kg par an et par foyer, ce qui correspond à 2,84 t de viande d'ongulés pour 100 km2, une source de nourriture qui permettait à de nombreux Léopards de survivre pour la même superficie,.
Dans les forêts tropicales fragmentées autour de l'agglomération de Klang Valley en Malaisie, il a été rapporté l'une des concentrations en Léopard les plus élevées du monde : 28,35 individus par km2. Cette haute concentration pourrait être un effet de la réduction rapide des forêts, qui aurait poussé les Léopards vers les zones encore habitable pour l'espèce,.

#### Trafic d'animaux
De nombreux marchés aux fourrures domestiques sont encore présents au Myanmar et en Malaisie pour la médecine traditionnelle, en Chine pour les peaux et les os, en tant que substitut aux os de tigre. En Chine, l'utilisation de stocks d'os de léopards est toujours autorisée par le gouvernement pour les fabricants de médicaments malgré l'interdiction de l'usage domestique.
Au Myanmar, 215 parties de dépouilles issues d'au moins 177 Léopards ont été observées dans quatre marchés sondés entre 1991 et 2006. Parmi les parties de dépouille vendues, un pénis de léopard et de testicules étaient vendues ouvertement, avec d'autres morceaux du félin fraîchement tués. Trois des marchés étudiés se trouvent à la frontière entre la Chine et la Thaïlande et répondent à la demande d'acheteurs internationaux, malgré la protection légale dont dispose le Léopard. La politique préconisée par la CITES est mise en œuvre inefficacement.